# Ломацш
Ломацш (њем. Lommatzsch) град је у њемачкој савезној држави Саксонија. Једно је од 34 општинска средишта округа Мајсен. Према процјени из 2010. у граду је живјело 5.606 становника. Посједује регионалну шифру (AGS) 14627130.

## Географски и демографски подаци
Ломацш се налази у савезној држави Саксонија у округу Мајсен. Град се налази на надморској висини од 168 метара. Површина општине износи 66,5 km². У самом граду је, према процјени из 2010. године, живјело 5.606 становника. Просјечна густина становништва износи 84 становника/km².